# ピンクスCHANNEL
ピンクスCHANNEL（ピンクスチャンネル）は静岡朝日テレビの情報番組「ピンクス」「コピンクス!」の番組アーカイブや関連イベント映像の配信サービスである。

## 概要
2010年に放送開始された静岡朝日テレビの情報番組「ピンクス」「コピンクス!」の番組出演者および楽曲が注目を集め、番組アーカイブや関連イベントの放送エリア外配信によるコンテンツの拡大を目的として、株式会社静岡朝日テレビと株式会社博報堂DYメディアパートナーズが2015年3月に本サービスを開始した。

## コンテンツ
番組アーカイブ（配信対象は放送内容の一部のみ）
- ピンクス
- コピンクス!
- Ch223 MUSIC PINKISS
- コピンクスCOSMOS

ゲッターズ飯田 ピンクス占い
- ピンクス出演者占い
岡田ロビン翔子、橋本愛奈、吉田凜音、稲場愛香、小関舞、宮本佳林、浅川梨奈
- アイドル占い
SUPER☆GiRLS、Cheeky Parade、GEM、わーすた

児玉雨子 短編作品集
- 短編作品集「ストロベリーショート」
- コピンクス! ストーリーズ

2人のディファレンス
- 札幌のスクール同級生
出演：吉田凜音、小玉梨々華
- 同じ名字で活動するアイドル
出演：武田紗季、武田舞彩
- 福岡でトップアイドルを目指す姉妹
出演：廣川奈々聖、廣川かのん
- 崖の上のポニョとリサと藤巻
出演：山木梨沙、我妻桃実、藤巻直哉

2人のディファレンス（静岡県内ロケ）
- 南伊豆町篇
出演：武田紗季[4]、武田舞彩、藤巻直哉
- 浜松餃子で花嫁修業篇[5]
出演：千葉思佳[6]、小野田紗栞、さわやか五郎
- 沼津港篇 [7]
出演：山木梨沙[8]、我妻桃実[9]、藤巻直哉
- お侍ちゃん諸国漫遊記　駿河国篇[10]
出演：渡辺結菜[11]、若林萌々[12]、お侍ちゃん

楽曲映像
- カリーナノッテ
宮本佳林による歌唱。2014年9月23日 清水文化会館マリナート
- ティアラの条件
浅川梨奈による歌唱。2014年9月23日 清水文化会館マリナート
- メロウチューン
加藤里保菜による歌唱。2014年9月23日 清水文化会館マリナート
- いつかお姫様が
荻野可鈴による歌唱。2014年9月23日 清水文化会館マリナート
- 兎tocome
さわやか五郎＆宮本佳林による歌唱。2014年9月23日 清水文化会館マリナート
- QUETE POP
廣川奈々聖による歌唱。2015年2月28日 豊洲PIT
TOKYO MUSIC COLLECTIONでの初披露の様子。作編曲担当した164によるギター演奏。
- 小指姫
北島真由[13]と木下菜乃[14]による歌唱 2015年7月12日 新木場スタジオコースト
公式PRユニット「ピンキーリング」による初披露の様子。